# Santa Bárbara do Monte Verde
Santa Bárbara do Monte Verde est une municipalité brésilienne de l'État du Minas Gerais et la microrégion de Juiz de Fora.